# Viet Minh
Il Việt Minh (abbreviazione di Việt Nam Độc lập Đồng minh Hội, 'Lega per l'Indipendenza del Vietnam') è stata un'organizzazione politico-militare vietnamita. Nacque nel 1941, come movimento di resistenza al colonialismo francese in Indocina. Di ispirazione leninista, riprese da Mao Zedong l'adattamento del marxismo-leninismo al contesto asiatico, soprattutto in relazione alla mobilitazione dei contadini e alla pratica della guerriglia. Il movimento ebbe anche una forte impronta nazionalista, radicata nella secolare opposizione alla dominazione cinese e, a partire dal settembre 1940, nella resistenza all'occupazione da parte dei giapponesi.
Sono detti viet minh anche i membri del movimento.

## Origini
Il movimento venne costituito nel nord del paese nel maggio 1941, con l'obiettivo di combattere gli invasori giapponesi e, successivamente, raggiungere l'indipendenza dalla Francia, che nel 1887 si era impossessata del Vietnam e aveva dato vita all'Unione indocinese (Union indochinoise), dominio coloniale composto da Cocincina (con capitale Saigon), il regno dell'Annam, al centro dell'odierno Vietnam, il Tonchino (con capitale Hanoi) e il regno di Cambogia.
La Lega era guidata da Nguyễn Sinh Cung, meglio conosciuto come Ho Chi Minh. Dopo la seconda guerra mondiale, il Viet Minh che si era opposto all'occupazione giapponese, iniziò l'insurrezione e la guerra contro la Francia, che, dopo una fase di negoziati, aveva inviato un corpo di spedizione per riconquistare la colonia. L'esercito Viet Minh, guidato da Võ Nguyên Giáp ottenne numerosi successi nel corso della guerra d'Indocina che dopo otto anni si concluse con la grande vittoria nella battaglia di Dien Bien Phu del 1954 che costrinse la Francia a negoziare gli accordi di Ginevra.
Le formazioni Viet Minh presenti nel sud divennero, dopo la divisione del Vietnam, gli elementi costitutivi del movimento Viet Cong che avrebbe ripreso la guerra contro il governo filo-occidentale e autoritario del Vietnam del Sud.

## La guerra d'Indocina e la divisione del Vietnam
Quando il Giappone si arrese nell'agosto 1945, il Việt Minh dichiarò l'indipendenza del paese, che venne negata dai francesi tornati a riprendere il controllo delle colonie con la neonata Unione Francese. La conseguenza fu un decennale conflitto chiamato guerra d'Indocina. Lo sforzo francese fu ampiamente sovvenzionato dagli USA, che temevano l'espansione del comunismo nella regione.
Nel 1945 la sede del movimento Viet Minh fu stabilita a Tan Trao, nella zona montuosa della Provincia di Tuyen Quang, a nord di Hanoi, non lontano dal confine cinese. I francesi si arresero nel 1954, dopo la sconfitta nella battaglia di Dien Bien Phu. La pace fu siglata quello stesso anno durante gli accordi di Ginevra, secondo i quali il paese fu suddiviso in Vietnam del Nord e Vietnam del Sud lungo il 17º parallelo. Venne inoltre stabilito che nel 1956 si tenessero delle elezioni generali nella prospettiva di riunificare il paese. L'11 ottobre 1954 i Việt Minh presero il controllo del Vietnam del Nord, che divenne uno stato comunista con a capo Ho Chi Minh, eletto Primo Ministro.

## La guerra del Vietnam
Il Vietnam del Sud e il suo principale sostenitore, gli Stati Uniti, vennero meno all'accordo del 1954 con il rifiuto di tenere le elezioni, temendo la vittoria di Hồ Chí Minh, che era visto come un eroe nazionale. Lo stesso Ho Chi Minh non era del tutto favorevole all'accordo e a causa della fallimentare riforma agraria intrapresa aveva perso molti dei consensi raggiunti durante la guerra contro i francesi. La rottura dell'accordo e la decisione del regime di Hanoi di attivare la lotta rivoluzionaria al sud per minare la solidità dello stato sud-vietnamita portarono alla costituzione di formazioni guerrigliere sudvietnamite, delle quali entrarono a far parte molti ex-Việt Minh.
Il fallimento della politica agraria nel Vietnam del Nord aveva reso impopolare il movimento Việt Minh, che gradualmente uscì di scena. Le nuove formazioni di guerriglieri, prevalentemente comuniste e organizzate dal governo di Hanoi, si unirono nella lotta contro il regime filo-americano e formarono il Fronte di liberazione nazionale del Vietnam. Tale movimento, chiamato Viet Cong da americani e sudvietnamiti, prese il posto dell'organizzazione Việt Minh nel 1960.
Con la lunga e sanguinosa guerra del Vietnam e il decisivo appoggio dell'Esercito Nordvietnamita, i Viet Cong avrebbero sconfitto il regime sudvietnamita. Dopo la caduta di Saigon del 1975, il paese fu riunificato sotto il controllo del governo comunista che rimane tuttora al potere.